# Le Mal de Montano
Le Mal de Montano est un roman espagnol d'Enrique Vila-Matas publié originellement en 2002. La traduction française paraît le 22 août 2003 aux éditions Christian Bourgois et reçoit la même année le prix Médicis étranger.

## Résumé
Un père et son fils sont tous les deux atteints du mal de Montano, une sorte de maladie littéraire qui apparaît sous deux formes différentes. Le père ne peut s'empêcher de penser autrement que par rapport à la littérature et le fils (Montano) ne parvient plus à écrire.

## Éditions
- Éditions Christian Bourgois, 2003  (ISBN 2-267-01690-7)
- 10/18 coll. « Domaine étranger » no 3807, 2005  (ISBN 2-264-03923-X)
- Éditions Christian Bourgois, coll. « Titres » no 158, 2012  (ISBN 978-2-267-02396-1)